# Anopheles filipinae
Anopheles filipinae este o specie de țânțari din genul Anopheles, descrisă de Manalang în anul 1930. Conform Catalogue of Life specia Anopheles filipinae nu are subspecii cunoscute.